# Zubák
Zubák (en alemany: Subaken ; en hongarès: Trencsénfogas) és un poble i municipi del districte de Púchov a la regió de Trenčín, al nord-oest d'Eslovàquia.

## Etimologia
El seu nom prové del substantiu eslau «zub» (dent). Segons la tradició popular oral, el poble va ser fundat per un bandit que tenia dents molt grans. Aquesta reputació també es basava en el fet que en Zubák vivien famílies els membres de les quals tenien una gran mandíbula.

## Geografia
El municipi es troba a una altitud de 450 metres i té una superfície de 25.666 km².

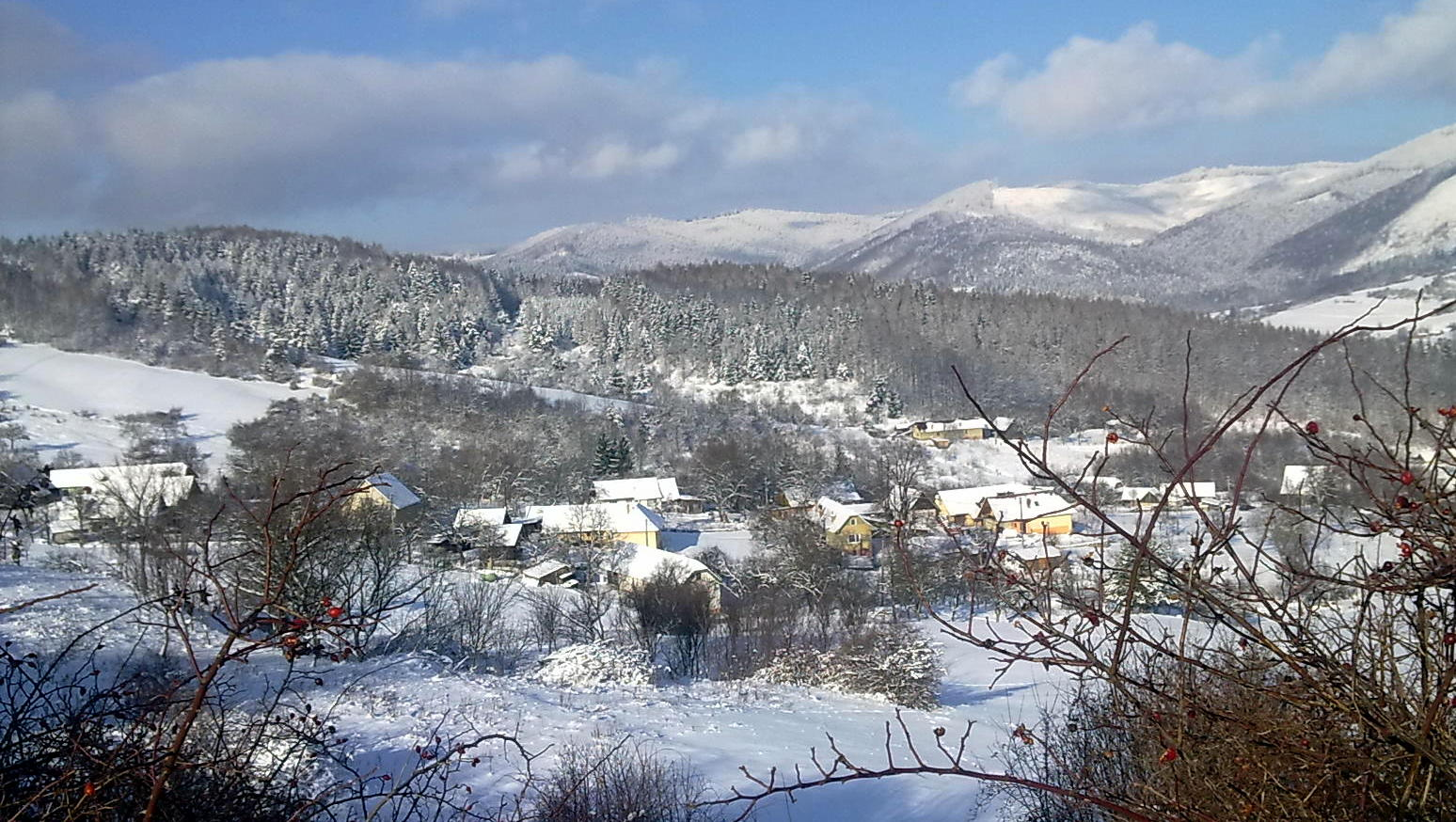
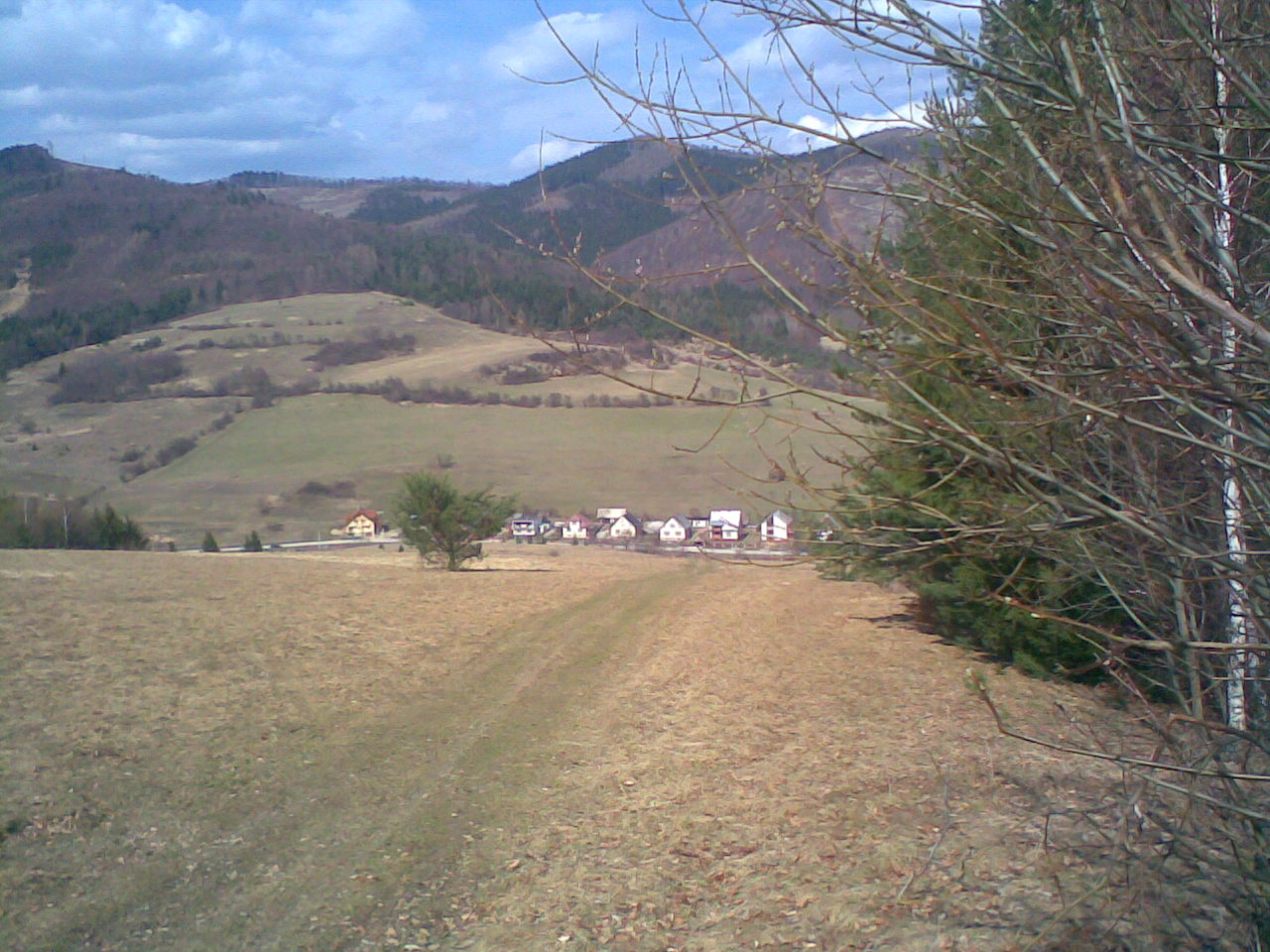
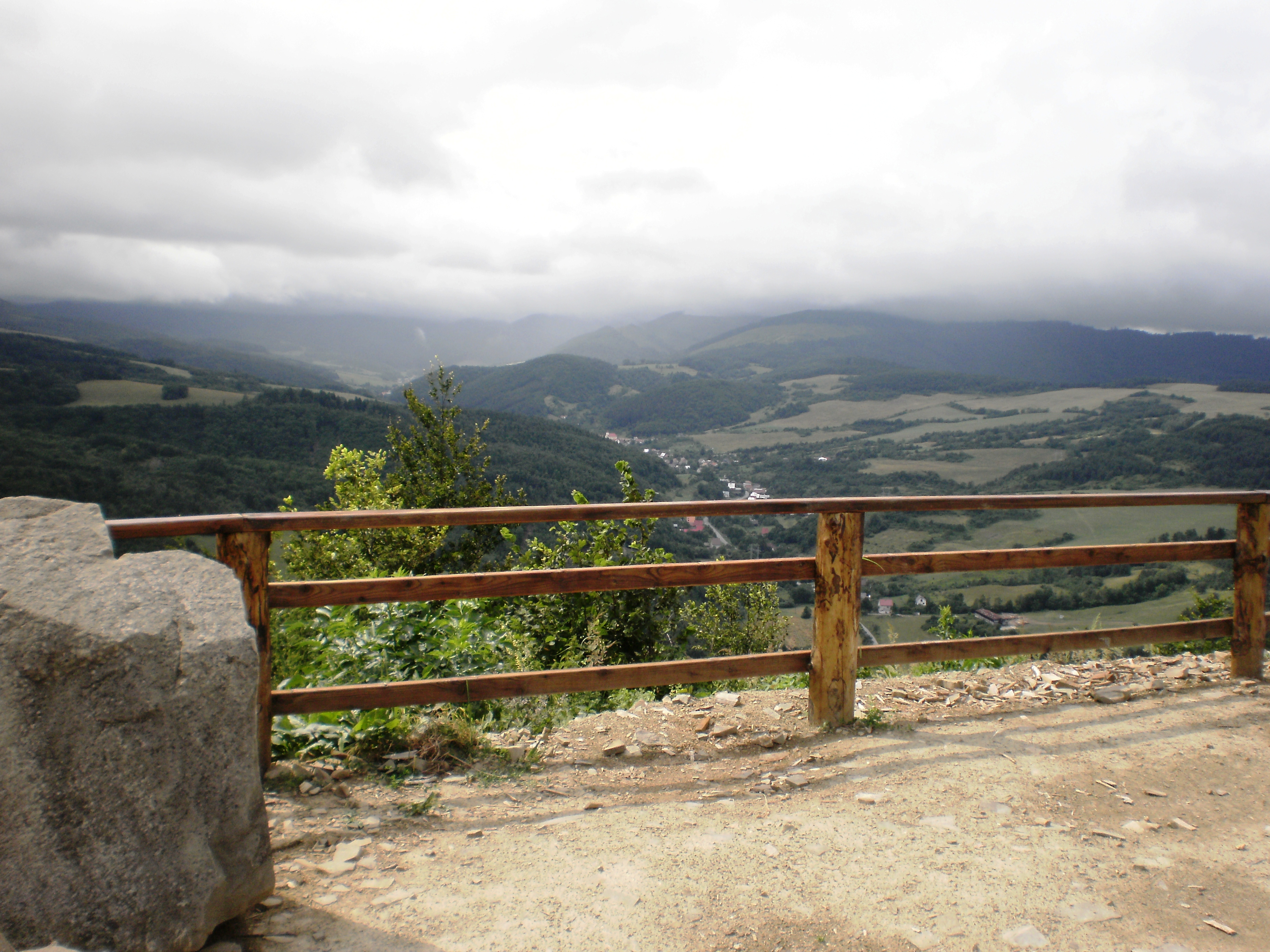

## Història
Fonts històriques indiquen que hi havia una petita fortalesa als afores del poble a l'edat del bronze que controlava el camí cap a Moràvia, però no ha estat confirmat per investigacions arqueològiques.
Probablement el Regne d'Hongria va prendre el control d'aquesta zona al segle xi, que va passar a formar part de la regió fronterera amb Moravia. El 1241 els tàtars van destruir tota la zona. El rei Béla IV va construir castells de pedra a tot el país per evitar nous atacs. Així es va construir el veí castell de Lednica, esmentat per primera vegada el 1259 en una font escrita. Amb una superfície d'uns 1500 m², el castell va ser una de les fortaleses més grans de la zona. El territori del poble passà a formar part de la casa pairal del castell, que primer es convertí en una propietat reial i després passà a ser propietat d'un noble. El seu primer propietari conegut va ser Mark Lednici, entre el 1259 i el 1269. El 1301 la zona va passar a ser propietat de Máté Csák, i després de la seva mort va tornar a ser propietat reial. A finals de 1432 fou ocupada pels hussites, que van controlar i destruir la zona del castell de Lednica. El 1466 la zona va ser adquirida per Balázs Podmaniczky mitjançant matrimoni.
Zubák va ser esmentat per primera vegada per escrit com Zwbaky el 1471. Altres noms històrics són Zwbak (1475), Zubak (1598) i Trencsénfogas (1907). El poble era al domini del castell de Lednica. El 1598 hi havia 12 cases al poble, el 1720 tenia un molí i 24 contribuents. El 1784 el poble tenia 154 cases, 173 famílies i 923 habitants. El 1828 hi havia 144 cases i 1.237 habitants que eren treballaven de pagès i forestals.
Fins al tractat de pau del Trianon (1920), Zubák pertanyia al districte Puhó del comtat de Trenčín del Regne d'Hongria. Després va pertànyer a Txecoslovàquia i finalment a Eslovàquia.

## Població
| Godina             | 1994 | 2004   | 2014   | 2024   |
| ------------------ | ---- | ------ | ------ | ------ |
| Nombre de persones | 917  | 916    | 860    | 830    |
| Diferència         |      | −0,10% | −6,11% | −3,48% |

| Godina             | 2023 | 2024   |
| ------------------ | ---- | ------ |
| Nombre de persones | 838  | 830    |
| Diferència         |      | −0,95% |

Segons el cens de 2011, a Zubák vivien 876 persones (864 eslovacs, 4 txecs i 1 hongarès; 7 residents no van fer cap declaració sobre la seva ètnia).